# Diocesi di Sekondi-Takoradi

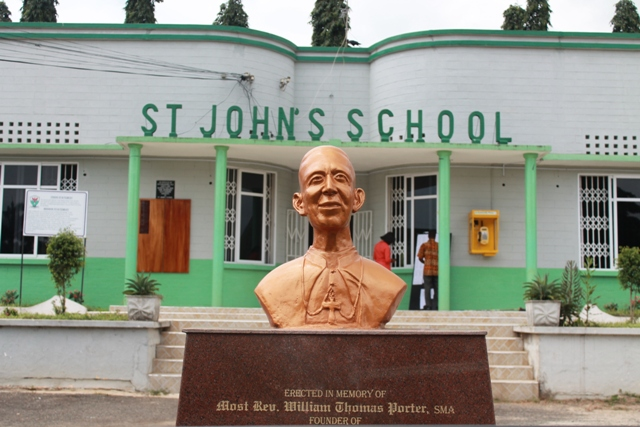
La Saint John's School a Sekondi-Takoradi, scuola gestita dalla diocesi

La diocesi di Sekondi-Takoradi (in latino: Dioecesis Sekondiensis-Takoradiensis) è una sede della Chiesa cattolica in Ghana suffraganea dell'arcidiocesi di Cape Coast. Nel 2022 contava 490.390 battezzati su 2.538.630 abitanti. È retta dal vescovo John Baptist Attakruh.

## Territorio
La diocesi comprende la parte centro-orientale della Regione Occidentale del Ghana.
Sede vescovile è la città di Sekondi-Takoradi, dove si trovano la cattedrale di Nostra Signora Stella del Mare (Our Lady Star of the Sea) e la procattedrale di San Paolo.
Il territorio si estende su 12.681 km² ed è suddiviso in 70 parrocchie.

## Storia
La diocesi è stata eretta il 20 novembre 1969 con la bolla Quandoquidem di papa Paolo VI, ricavandone il territorio dall'arcidiocesi di Cape Coast.
Il 22 dicembre 1999 ha ceduto una porzione del suo territorio a vantaggio dell'erezione della diocesi di Wiawso.

## Cronotassi dei vescovi
Si omettono i periodi di sede vacante non superiori ai 2 anni o non storicamente accertati.
- Joseph Amihere Essuah † (20 novembre 1969 - 7 ottobre 1980 deceduto)
- Charles Kweku Sam † (30 novembre 1981 - 13 gennaio 1998 deceduto)
- John Martin Darko † (27 giugno 1998 - 14 dicembre 2011 dimesso)
  - Sede vacante (2011-2014)[1]
- John Bonaventure Kwofie, C.S.Sp. (3 luglio 2014 - 2 gennaio 2019 nominato arcivescovo di Accra)[2]
  - Sede vacante (2019-2021)
- John Baptist Attakruh, dal 24 giugno 2021[3]

## Statistiche
La diocesi nel 2022 su una popolazione di 2.538.630 persone contava 490.390 battezzati, corrispondenti al 19,3% del totale.
| anno | popolazione | popolazione | popolazione | presbiteri | presbiteri | presbiteri | presbiteri                | diaconi | religiosi | religiosi | parrocchie |
| anno | battezzati  | totale      | %           | numero     | secolari   | regolari   | battezzati per presbitero | diaconi | uomini    | donne     | parrocchie |
| ---- | ----------- | ----------- | ----------- | ---------- | ---------- | ---------- | ------------------------- | ------- | --------- | --------- | ---------- |
| 1970 | 171.145     | 626.155     | 27,3        | 14         |            | 14         | 12.224                    |         | 25        | 22        | 14         |
| 1980 | 221.881     | 916.000     | 24,2        | 33         | 23         | 10         | 6.723                     |         | 20        | 18        | 14         |
| 1990 | 308.810     | 888.000     | 34,8        | 57         | 50         | 7          | 5.417                     |         | 36        | 25        | 23         |
| 1999 | 424.920     | 1.903.900   | 22,3        | 111        | 105        | 6          | 3.828                     |         | 14        | 24        | 32         |
| 2000 | 271.580     | 1.300.000   | 20,9        | 69         | 64         | 5          | 3.935                     |         | 9         | 25        | 23         |
| 2001 | 262.670     | 1.610.712   | 16,3        | 86         | 81         | 5          | 3.054                     | 1       | 10        | 25        | 26         |
| 2002 | 244.515     | 1.616.312   | 15,1        | 101        | 96         | 5          | 2.420                     | 1       | 13        | 25        | 24         |
| 2003 | 260.989     | 1.623.512   | 16,1        | 116        | 110        | 6          | 2.249                     | 1       | 14        | 28        | 29         |
| 2004 | 270.923     | 1.674.792   | 16,2        | 117        | 111        | 6          | 2.315                     |         | 13        | 29        | 29         |
| 2010 | 352.994     | 1.944.000   | 18,2        | 137        | 133        | 4          | 2.576                     | 1       | 16        | 40        | 40         |
| 2014 | 417.316     | 2.121.000   | 19,7        | 127        | 107        | 20         | 3.285                     | 1       | 34        | 38        | 46         |
| 2017 | 438.700     | 2.271.790   | 19,3        | 133        | 124        | 9          | 3.298                     | 1       | 21        | 34        | 62         |
| 2020 | 469.500     | 2.430.500   | 19,3        | 140        | 120        | 20         | 3.353                     | 1       | 35        | 28        | 65         |
| 2022 | 490.390     | 2.538.630   | 19,3        | 136        | 120        | 16         | 3.605                     |         | 28        | 30        | 70         |